# Fontana della Saliera

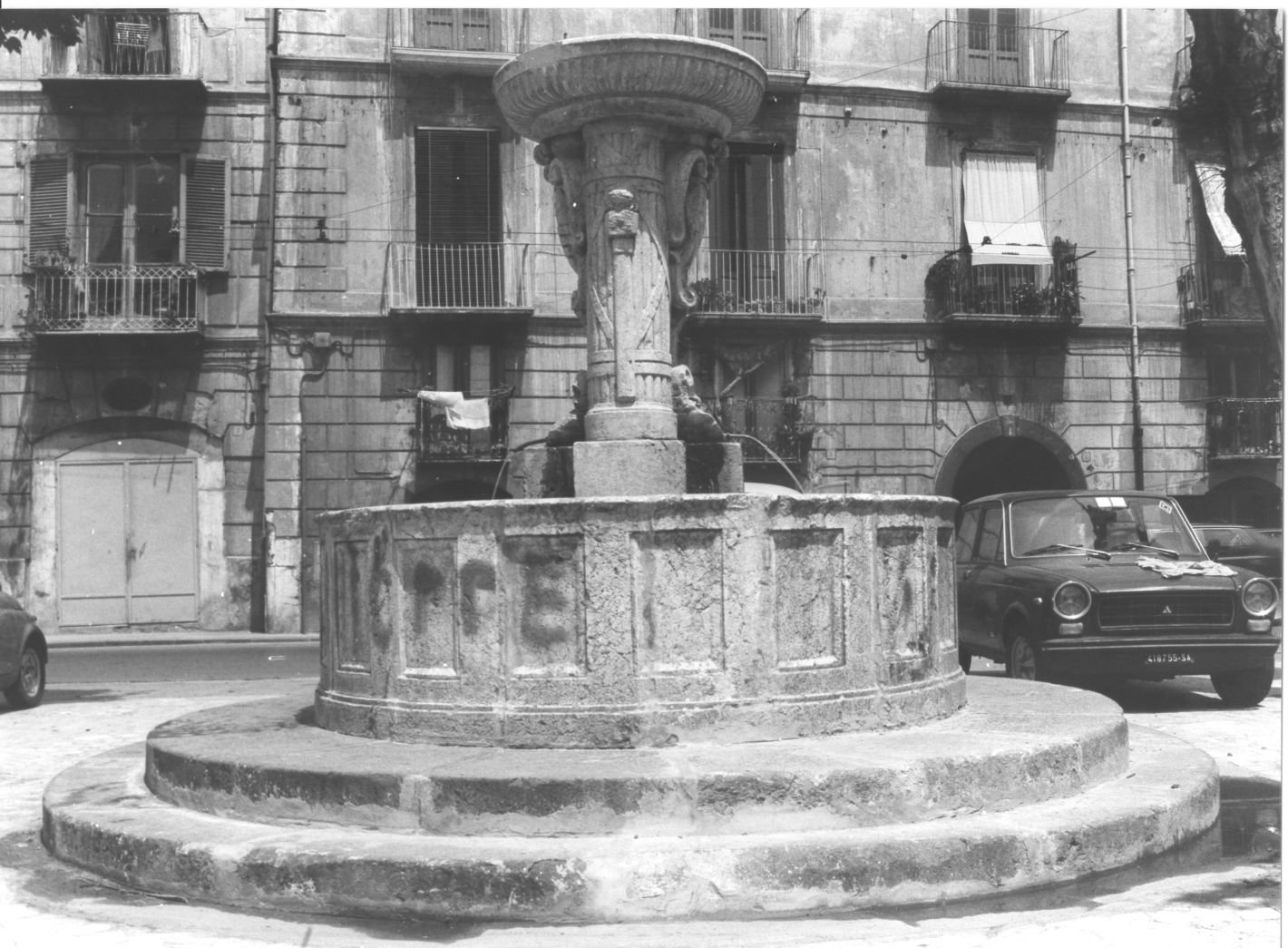
La Fontana della Saliera nel 1960

La Fontana della Saliera si trova nella Piazza Alario, sovrastante il Porto di Salerno dall'Ottocento.

## Storia
L'origine della fontana non è completamente certa. La fontana fu creata vicino al Teatro Verdi nella strada che da Salerno sale verso Vietri sul mare e Napoli, in un'area che -dopo l'unificazione dell'Italia- fu trasformata in giardino: la piazza Alario ai confini settentrionali del Centro storico di Salerno. 
La fontana fu fatta a Salerno probabilmente da Giuseppe Bellottinella seconda metà dell'Ottocento ed attualmente (2025) viene ristrutturata ed abbellita

## Caratteristiche

I giardini di piazza Alario colla Fontana della Saliera nel 1930

La fontana si trova al centro della piazza Alario, che ha una forma quasi a "triangolo isoscele" con circa 1500 m2 (dei quali oltre la metà sono coperti con alberi centenari).
Alla sua base si aprono due conchiglie dalle quali sgorga l'acqua. Superiormente si innesta la coppa, che ha un bel motivo circolare a dentelli. Catalogo generale dei Beni Culturali»
La fontana viene considerata di fattura artigianale ed è fatta in pietra e marmo di Carrara.

## Vedasi anche
- Fontana del Tullio
- Fontana dei Pesci
- Fontana della Conchiglia